# Spoorlijn Innsbruck - Bludenz
De spoorlijn Innsbruck - Bludenz ook wel Arlbergspoorlijn genoemd (Duits: Arlbergbahn), is een spoorlijn in Oostenrijk die de Arlberg, een bergkam tussen de Bundesländer (deelstaten) Vorarlberg en Tirol, doorkruist. De lijn ligt tussen de plaatsen Innsbruck in Tirol en Bludenz in Vorarlberg. Op het traject wordt ook de Arlbergspoortunnel tussen Langen en St. Anton gepasseerd, die met 10.648 meter lengte (tot 2001 10.249 meter) een stuk korter is dan de Arlbergtunnel voor het wegverkeer. Het traject is grotendeels dubbelspoor, alleen tussen Ötztal en Kronburg, Landeck en Schnann en Klösterle en Bludenz ligt enkelspoor.

## Bouw en geschiedenis
Al in 1845 werd over een spoorlijn over de Arlbergpas gesproken toen de Engelsen een spoorverbinding van Engeland naar Egypte wilden aanleggen. In 1847 werd in de textielmagnaat Carl Ganahl uit Feldkirch ook een lokale geldschieter voor de bouw gevonden. Er werden plannen gemaakt, maar de bouw stuitte op te veel technische beperkingen. De opening van de Semmeringspoorlijn in 1854 liet echter zien dat een bergspoorlijn over de Arlberg geen onmogelijkheid moest zijn.
Pas in 1880 kon men met de bouw beginnen. De bouw ging sneller dan gepland (de eindoplevering werd niet verwacht voor de herfst van 1885) en reeds op 29 mei 1883 kon het gedeelte tussen Innsbruck en Landeck in gebruik genomen worden. Op 21 september 1884 volgde het resterende deel van het traject, inclusief de enkelsporige 10,2 kilometer lange Arlbergspoortunnel. In tegenstelling tot andere tunnelprojecten in de Alpen in die tijd waren er geen problemen bij de bouw. Desondanks stierven 92 arbeiders tijdens de constructie van alleen al de tunnel. Met de brokstukken die vrijkwamen tijdens de aanleg werden de gebouwen langs het spoor gebouwd, zoals ook bij Semmeringspoorlijn was gedaan. Veel van de spoorgebouwen zijn nog bekleed met een kenmerkend rood gesteente, dat in het Arlberggebied op enkele plekken aan de oppervlakte komt.
De Zwitserse spoorwegingenieur Achilles Thommen adviseerde bij de bouwwerkzaamheden.

## Ontwikkeling van de spoorlijn

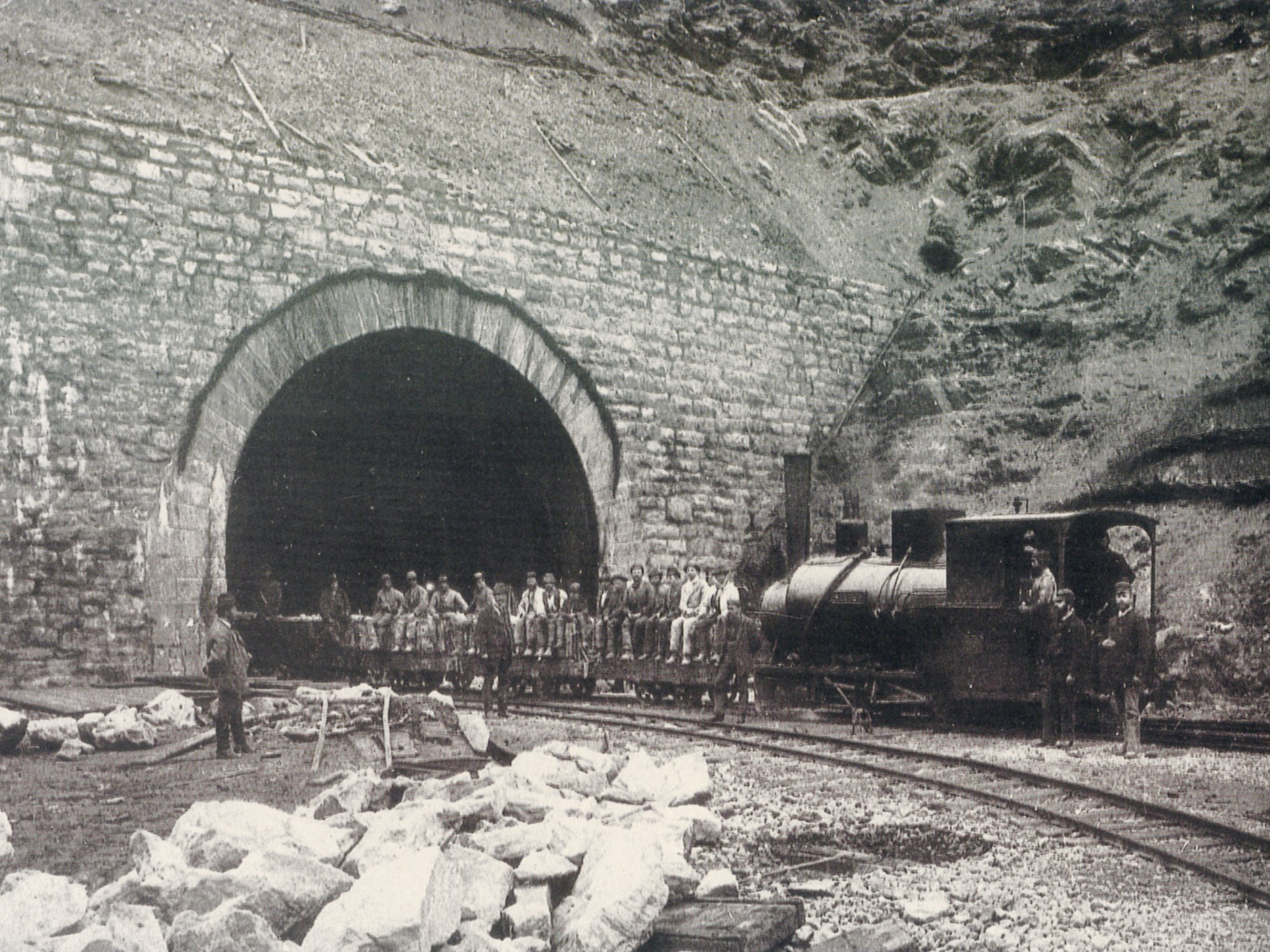
Aanleg van de 10.249 meter lange Arlbergspoortunnel in 1882, aan de kant van Langen (Vorarlberg)

Met de opening werd een nieuwe verbinding tussen het Bodenmeer en de Adriatische Zee gemaakt. Het verkeer ontwikkelde zich goed en op 15 juli 1885 kon het tweede spoor door de tunnel in gebruik genomen worden. Paradepaardje van de lijn werd de Arlberg-Oriënt-Express, die met uitsluitend slaaprijtuigen eerste klasse van Londen naar Boekarest reed.
De stoomlocomotieven zorgden voor een groot probleem. Met stijgingen tot 31 promille op het westelijke tracé en 27 promille op het oostelijke tracé, zorgden de stoomlocomotieven voor veel te veel zwavelzuur in de tunnel en werden afgeschaft. Op 20 november 1924 werd de geëlektrificeerde tunnel heropend. In 1925 werden ook de overige trajectdelen geëlektrificeerd met een 15 kV, 16 2/3 Hz systeem, wat ertoe leidde dat veel zwaardere treinen het spoor konden berijden. Wel moesten hiervoor het spoor en diverse bouwwerken vanwege de verhoogde asdruk worden verstevigd. Zo werd in 1964 de Trisannabrug bij slot Wiesberg vernieuwd.
Het verkeer ontwikkelde zich, ondanks concurrentie van de autotunnel, zo sterk dat de toevoerlijnen ook bijna geheel dubbelsporig zijn gemaakt. Over de verbinding rijden snelle Eurocitytreinen van Wenen naar Vorarlberg en Zwitserland. Het station St. Anton is in het kader van de wereldkampioenschappen skiën in 2001 aldaar verplaatst vanuit het centrum naar de rand van de plaats.

## Treindiensten

### ÖBB
De Österreichische Bundesbahnen of ÖBB (Oostenrijkse Staatsspoorwegen) is de grootste spoorwegmaatschappij van Oostenrijk. De Oostenrijkse staat bezit alle aandelen in de ÖBB-Holding AG.

#### EuroCity
Op 31 mei 1987 richtten de spoorwegmaatschappijen van de Europese Unie, Oostenrijk en Zwitserland met 64 treinen het EuroCity-net als opvolger van de Trans Europ Express (TEE) op. In tegenstelling tot de TEE kent de EuroCity naast eerste klas ook tweede klas.
De Euro City Transalpin werd voortgezet als Eurocity van de internationale trein Transalpin die sinds 1 juni 1958 tussen Wenen en Basel reed.
De Transalpin reed op dit traject tussen Innsbruck en Bludenz.
Sinds 2013 rijdt de EC TransAlpin weer, maar dan mijn route Zürich-Buchs-Feldkich-Bludenz-Innsbruck-Bischofshofen-Leoben-Graz en is geïntegreerd in de RailJet diensten van/naar Zürich.

#### RailJet
Over het gehele traject rijdt ten minste 1x per uur een RailJet met diverse begin en eindpunten:
- 1x per 2 uur Zürich-Buchs-Feldkirch-Bludenz-Innsbruck-Salzburg-Wien-Bratislava/Budapest/WienFlughafen
- 1x per 2 uur Bregenz-Feldkirch-Bludenz-Innsbruck-Salzburg-Wien-Bratislava/Budapest/WienFlughafen

#### InterCity's
- 1x per dag Innsbruck-Bludenz-Feldkirch-Bregenz-Lindau Reutlin-Ulm Hbf-Stuttgart Hbf-Mannheim Hbf-Mainz Hbf-Koblenz Hbf-Köln Hbf-Wuppertal Hbf-Hagen Hbf-Dortmund Hbf, deze trein is geïntegreerd in de RailJet dienst van/naar Bregenz.

## Elektrische tractie
Het traject werd geëlektrificeerd met een spanning van 15.000 volt 16 2/3 Hz wisselstroom.

## Afbeeldingen

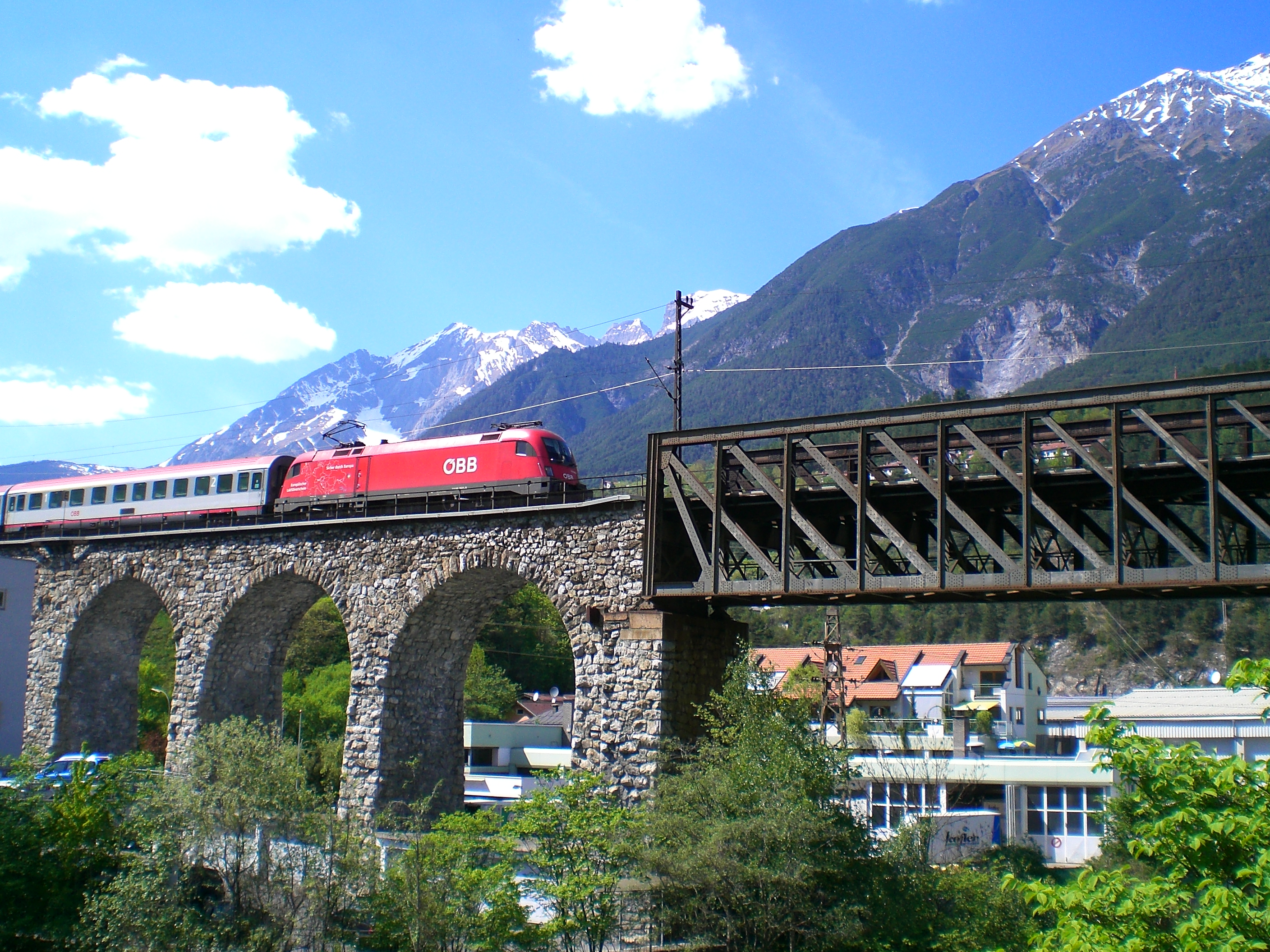
Innbrug in Landeck (Tirol)
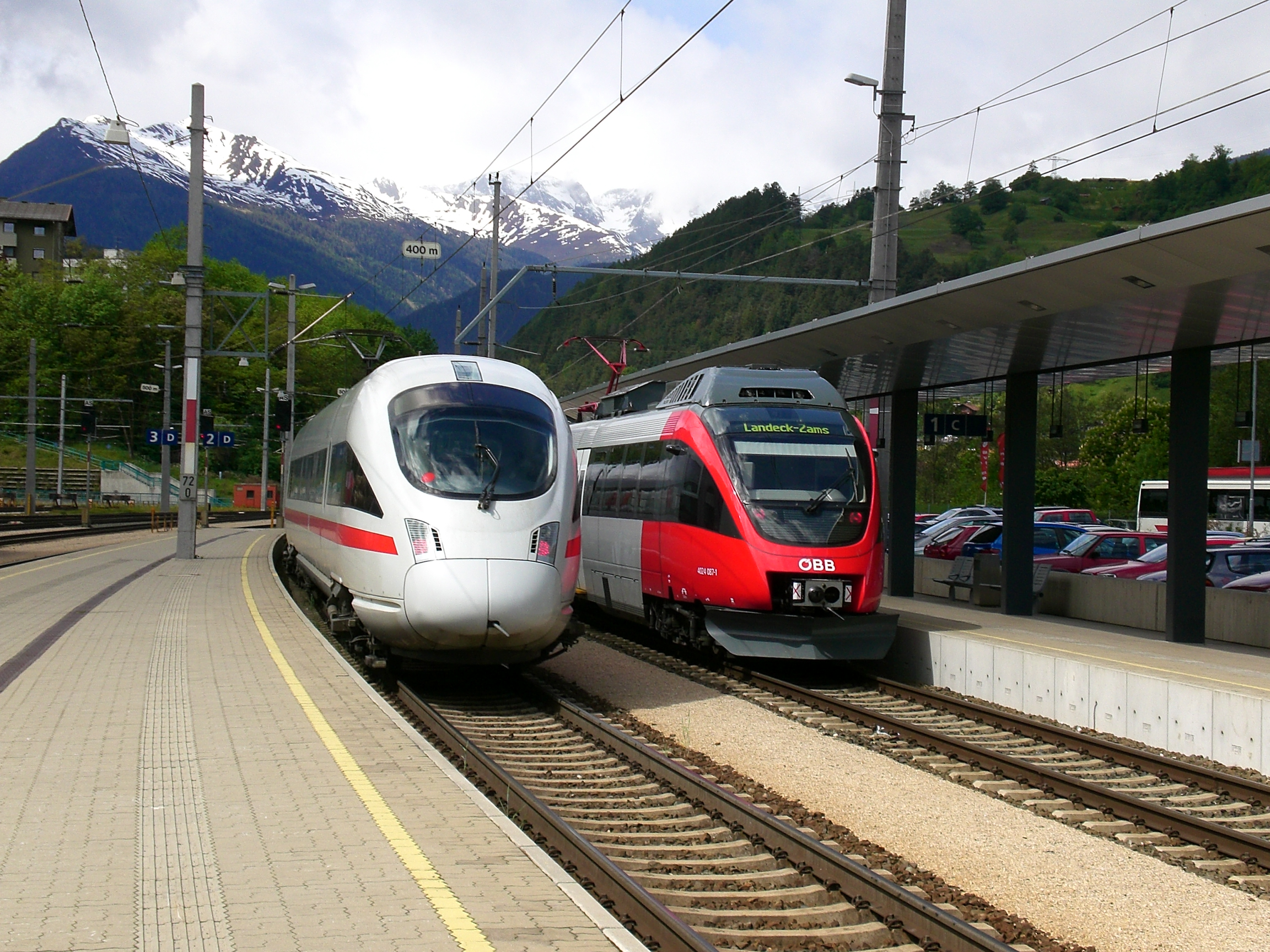
ÖBB 4011 (ICE) en 4024 Landeck
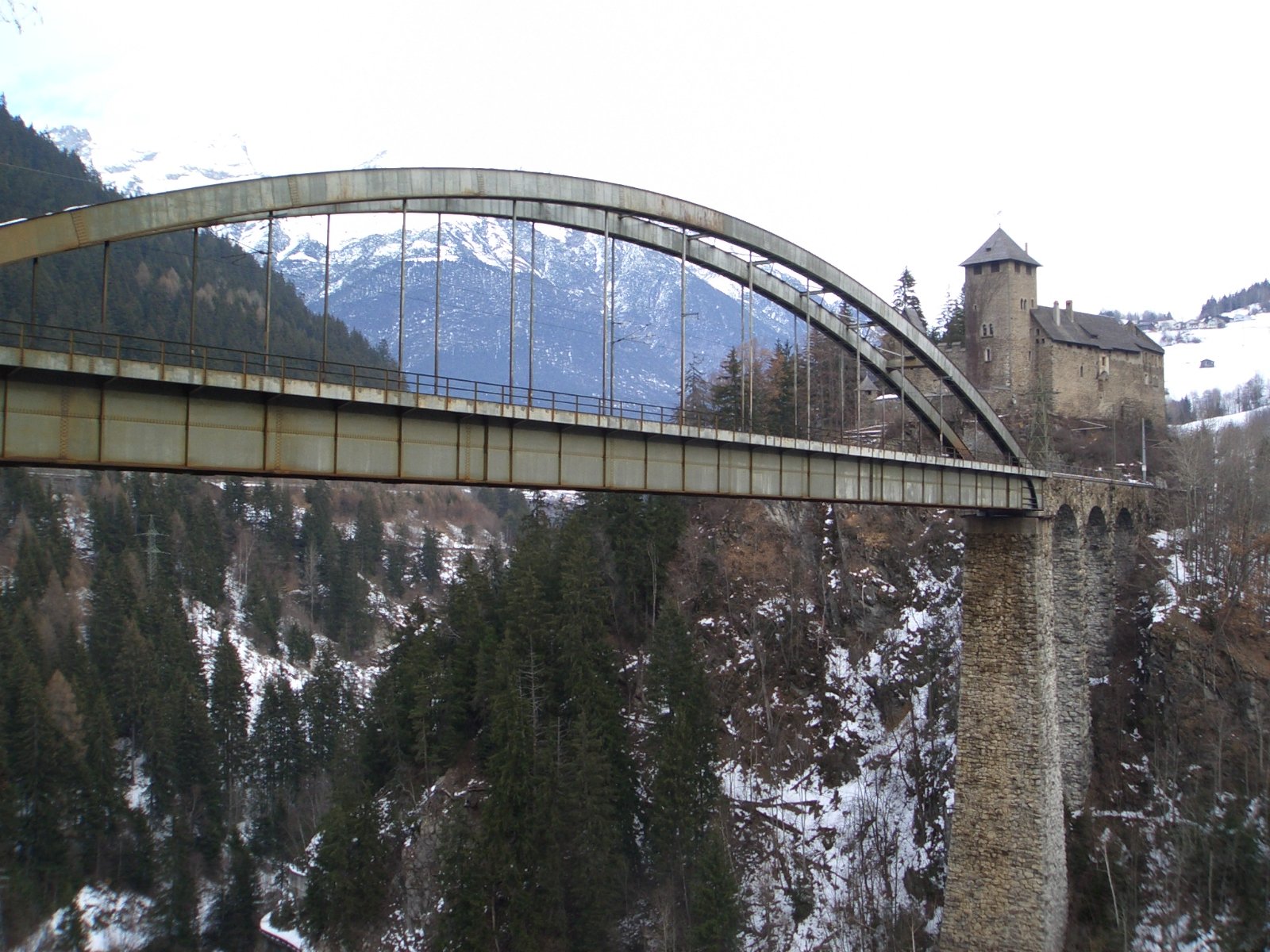
Trisannabrug
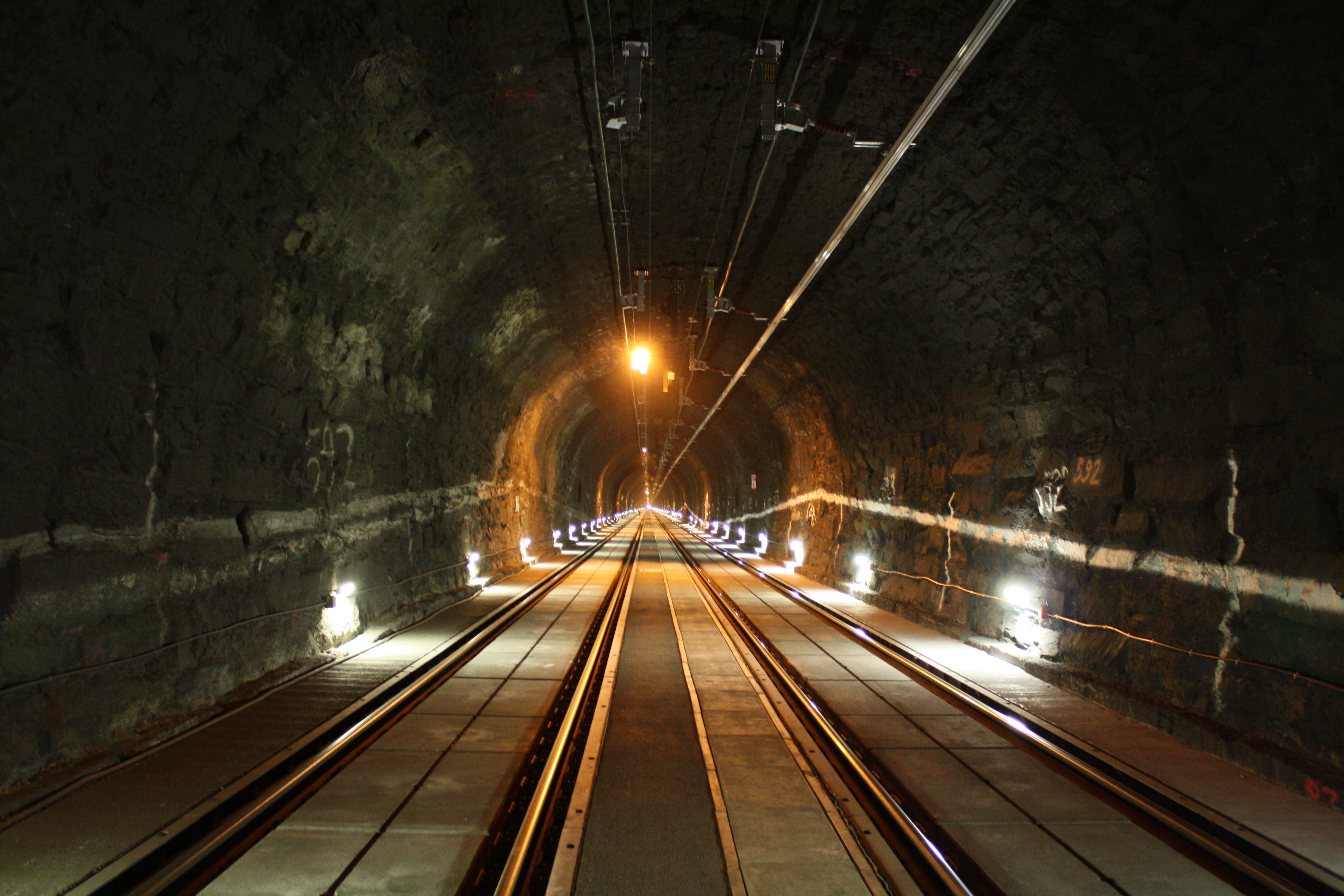
Arlbergspoortunnel